# Das eiserne Kreuz
Das eiserne Kreuz è un cortometraggio muto del 1914 scritto e diretto da Richard Oswald. In italiano, il titolo si traduce letteralmente La croce di ferro.

## Produzione
Il film fu prodotto dalla Projektions-AG Union (PAGU) e dalla Vitascope GmbH.

## Distribuzione
Il visto di censura risale al novembre 1914.